# Willie Cunningham (Fußballspieler, 1930)
William Edward „Willie“ Cunningham (* 20. Februar 1930 in Antrim (Mallusk); † 31. August 2007 in Dunfermline) war ein nordirischer Fußballspieler und -trainer.

## Werdegang

### Als Spieler
Cunningham unterschrieb im Alter von 20 Jahren seinen ersten Profivertrag beim FC St. Mirren, wo er vier Jahre spielte, bis er 1954 zu Leicester City wechselte. Dort blieb er bis 1960 und wechselte für die letzten drei aktiven Jahre noch einmal zu Dunfermline Athletic.
Für die nordirische Fußballnationalmannschaft bestritt Cunningham 30 Spiele und nahm mit der Mannschaft an der Fußball-Weltmeisterschaft 1958 teil.

### Als Trainer
Ein Jahr nach dem Ende seiner aktiven Spielerkarriere übernahm er bei Dunfermline Athletic den Trainerposten und blieb bis 1967 im Amt. Ab 1968 trainierte er den FC Falkirk für weitere vir Jahre. 1972 kam er zum FC St. Mirren zurück, wurde dort jedoch 1974 durch Alex Ferguson ersetzt.
Cunningham starb am 31. August 2007 im Alter von 77 Jahren.